# Чжан Цзиї
Чжан Цзиї (кит. 章子怡, пін. Zhāng Zǐyí; нар. 9 лютого 1979, Пекін, Китай) — одна з найвідоміших китайських акторок; разом з Чжао Вей, Чжоу Сюнь і Сюй Цзінлей входить до четвірки найпопулярніших акторок Китаю нового часу. Чжан Цзиї знімається у багатьох відомих режисерів, таких як Чжан Імоу, Лі Ань, Вонг Карвай і Роб Маршалл.
З 2004 по 2010 рік Чжан щороку входила до Топ-5 списку Forbes China Celebrity 100. У 2008 році нагороджена нагородою «За видатний внесок у китайське кіно» на 11-му Шанхайському міжнародному кінофестивалі. У 2013 році отримала французький культурний Орден Мистецтв та літератури.

## Дитинство
В 11 років Цзиї записалася в Пекінську танцювальну академію, а в 15 вступила до престижної в Китаї Центральної академії драми.

## Кар'єра
У 19 років отримала роль у фільмі «Дорога додому» (1999) всесвітньо відомого режисера Чжан Імоу. Цей фільм був відзначений Срібним ведмедем на Берлінському кінофестивалі у 2000, що зробило акторку відомою в Китаї.
Після зйомок у фільмі «Тигр підкрадається, дракон ховається» (2000) Лі Аня, Чжан Цзиї стала акторкою світового масштабу.
Першою роботою Чжан Цзиї в американському кіно став фільм «Година пік 2», причому в цей час вона не володіла англійською, і Джекі Чан виступав у ролі перекладача. З того часу акторка поставила собі за мету вивчити англійську.
Будинок літаючих кинджалів — ще одна визначна кооперація Чжан Імоу та Чжан Цзиї, вже у жанрі уся, з'явилася на світових кіноекранах у 2004 році.
В результаті роботи над собою вже у 2005 році Цзиї вільно розмовляє англійською у скандальному оскароносному фільмі «Мемуари гейші».
У 2006 році Чжан Цзиї стала учасницею журі основного конкурсу 59-го Каннського кінофестивалю, а через три роки була в журі в конкурсі короткометражних фільмів на 62-му фестивалі.
У 2021 році виконала головну роль у китайському 68-серійному телесеріалі «Monarch Industry».

## Вибрана фільмографія
- Тигр підкрадається, дракон ховається (2000) — Юй Цзяолун
- Година пік 2 (2001) — Ху Лі
- Герой (2002) — Місяць, учениця Зламаного Меча
- Будинок літаючих кинджалів (2004) — Мей, дочка лідера бунтівників
- Мемуари гейші (2005) — Чіо (Тійо) Сакамото / Саюрі Нітта
- Черепашки Ніндзя (2007) — Караі
- Великі майстри (2013) — Гун Ер
- Парадокс Кловерфілда (2018) — Лінг Там, китайська інженерка
- Ґодзілла ІІ: Король монстрів (2019) — доктор Чен